# Henni Forchhammer
Henriette "Henni" Sophie Forchhammer, född 1863, död 1955, var en dansk kvinnosakskämpe. Hon var sondotter till Johan Georg Forchhammer, syster till elva syskon; bland annat Ejnar, Viggo och Georg Forchhammer.
Forchhammer var språklärarinna och ledamot av styrelsen för Danske Kvinders Nationalråd från 1899 och dess ordförande från 1913. Hon var även ledamot av danska representationen i Nationernas förbunds delegeradeförsamling och representant för Danmark vid Nationernas förbunds konferens 1921 angående handel med kvinnor och barn.